# المشقافة (تبن)

تعديل مصدري - تعديل

المشقافة هي إحدى قرى عزلة الحوطة بمديرية تبن التابعة لمحافظة لحج، بلغ تعداد سكانها 387 نسمة حسب تعداد اليمن لعام 2004.